# Johannes Skar
Johannes Olsen Skar, född den 18 november 1837, död den 3 februari 1914, var en norsk folklorist, bror till Matias Olsen Skard.
Skar gjorde utmärkta folkloristiska och lokalt kulturhistoriska samlingar, nedlagda i Gammalt or Sætesdal (6 band, 1903–1913).